# Мишанич Степан Васильович
Степан Васильович Мишанич (14 серпня 1936, село Ляховець Міжгірського району на Закарпатті — 18 листопада 2013, місто Хуст) — український фольклорист, літературознавець, педагог, організатор освіти. Доктор філологічних наук, професор.

## Біографія
Народився 14 серпня 1936 року. Виріс у селі Барвінок під Ужгородом — тут минули його дитинство, юність, становлення.
По закінченні Ужгородської середньої школи № 1, куди щодня в обидва боки (18 км) добирався пішки, закінчив українське відділення історико-філологічного факультету Ужгородського державного (тепер національного) університету (1957). Паралельно з університетом закінчив в Ужгороді й вечірню музичну школу, освоївши гру на баяні та хорову справу. Працював у 1957—1960 рр. методистом в Обласному будинку народної творчості, де вперше безпосередньо прилучився до систематичного спілкування з носіями й творцями усної народної творчості й народного мистецтва.
Коли 1960 року в Закарпатському інституті вдосконалення вчителів (тепер Закарпатський інститут післядипломної педагогічної освіти) відкрили кабінет естетичного виховання, його запросили в інститут на посаду завідувача цим кабінетом, де працював наступне дванадцятиріччя. Тут навчав музиці, співам та образотворчому мистецтву, успішно займався розвитком шкільної художньої самодіяльності, позакласної та позашкільної роботи з естетичного виховання учнівської молоді Закарпаття. Дітищем Степана Васильовича в інституті стало масове запровадження шляхом курсових та семінарських занять за підтримки завідувача обласним відділом освіти Василя Бурча бальних танців, релятивної системи музичного виховання в школах та позашкільних закладах області, а також таборування юних художників.
1972-го родинні обставини покликали його до Києва. Упродовж майже двох десятиліть (1972—1991) працював кілька років молодшим і тривалий час старшим науковим працівником Інституту мистецтвознавства, фольклору та етнографії імені М. Т. Рильського Академії наук України. В ІМФЕ написав і захистив кандидатську дисертацію «Пісенна культура сучасного села: на матеріалі пісень с. Погребище Вінницької обл. в записі 1920—1975 рр.» (1976). Докторську «Усні народні оповідання: питання поетики» успішно захистив у Московському державному університеті (1989). З 1991 року працював у Донецькому національному університеті.
Після тривалих трудів і днів у Києві й Донецьку у 2010 році знову повернувся в рідне Закарпаття. Якийсь час працював професором кафедри філологічних дисциплін Мукачівського державного університету, до останніх своїх днів завідував кафедрою іноземних мов та перекладу Закарпатського інституту підприємництва ВНЗ «Україна» (м. Хуст). 
Помер в Хусті на 78-му році життя 18 листопада 2013 року. Похований у рідному селі Барвінок.

### Родина
- Брат — літературознавець, фольклорист, доктор філологічних наук Олекса Мишанич (1933—2004).
  - Племінник — літературознавець, кандидат філологічних наук Ярослав Мишанич.
- Брат — фольклорист, етномузиколог Михайло Мишанич (нар. 1941)[1].

## Наукова та педагогічна діяльності
В ІМФЕ здійснив фундаментальні фольклористичні дослідження, позначені високим професіоналізмом і новаторством, про народні оповідання як окремий жанр фольклору, українську народну пісенність, пісню-баладу, українські народні думи, голосіння, типологічні зв'язки українського фольклору з південнослов'янським тощо, свого часу, крім голосінь, опубліковані окремими поважними виданнями та фаховою періодикою України й зарубіжжя. Упорядкував і видав кілька наукових і науково-популярних фольклорних книг, в тому числі перший збірник українських народних балад Закарпаття з нотацією текстів «З гір Карпатських» (1981). Тут він також організував і провів кілька фольклорних експедицій в недосліджені місця України й регіони давнього проживання українців у Сибіру та на Далекому Сході. Залишив у фондах інституту величезну кількість фольклорних записів.
У Донецькому національному університеті, де майже 20 років, відколи 1991 року переїхав туди на запрошення декана філологічного факультету Євгена Отіна, не тільки завідував кафедрою української літератури і фольклористики, а й керував двома створеними ним науково-дослідними науковими центрами: Науковим центром «Східноукраїнське народознавство» та Науковим центром «Життя і творчість Василя Стуса» — вони кожен за своїм профілем позначилися плідними науковими набутками, зафіксованими публікаціями в численних університетських й інших наукових виданнях. Створив дослідження монографічного типу «Павло Чубинський: автор українського гімну» (1996) та «Народні месники України у фольклорі» (1998), двотомник «Фольклористичні та літературознавчі праці» (2003; понад 62 обліково-видавничі аркуші), видання «Фольклористичні студії Михайла Драгоманова. У чотирьох томах», яке він упорядкував і пустив у світ (Донецьк: Норд-Прес, 2006—2008), окрему статтю англійською мовою в філологічному науковому збірнику Кіровоградського державного педагогічного університету за 2006 рік про опришківство у Карпатах як народний рух за визволення від завойовників-поневолювачів з подачею історичного тла, на якім проходило опришківство, особливостями тактики боротьби опришків, їхніх звичаїв на основі детального аналізу численних наукових праць та різножанрових творів українських та зарубіжних авторів. На Донеччині Степан Мишанич започаткував успішне збирання місцевого українського фольклору. Звідси здійснив фольклорну експедицію на Кубань.
Не менш важливим досягненням університетського професора-педагога тих років стало виховання місцевого студентства — сотень філологів-україністів, носіїв і пропагандистів української культури. Студентам Степан Мишанич допомагав увійти в науку — 24 його аспіранти і 2 докторанти у різних вузах України та профільних академічних інститутах АН України, де є відповідні Вчені ради, успішно захистили дисертації. Їх тематика охоплює важливі питання філологічної науки. Лише кілька з тих кандидатських робіт: «Краснікова В. В. Заборонена епіка Володимира Сосюри» (2000), «Коновалова М. М. Гетьман Мазепа у фольклорі та літературі» (2001), «Бондаренко О. В. Художня проза Миколи Руденка в літературному контексті шістдесятництва» (2002), Ярошевич І. А. Опозиція фольклорної і літературної інтерпретації Сави Чалого" (2003), «Ганіч О. М. Проблема походження української народної балади» (2007), «Барабанова О. А. Творчість Михайла Петренка в контексті української поезії 30-50-х років XIX століття», — та одна докторська «Давидова-Біла Г. П. Український літературний авангард: Пошуки, стильові напрямки» (2005).

## Інтереси
Його особистим захопленням була їзда на мотоциклі (знаменитій «чезеті»), іноді надто швидкісна, гірський туризм — не тільки літній, але й зимовий, лижний, — та фотомистецтво, в якому теж сягнув світової слави — очолював художню раду Київського фотоклубу, успішно брав участь в багатьох міжнародних виставках, його фотографії експонувалися в Японії, Америці, Африці тощо, входили до фотоальбомів.
Коли інтенсивна наукова робота позбавила його вільного часу, свідомо зробив вибір на користь науки. Упродовж багатьох років у доступних і найнедоступніших місцинах Карпат, часто разом з іншим відомим фотографом Тиберієм Гасичем, зробив тисячі фотознімків. Важко знайти місця в гірських масивах Карпат від Ужоцького перевалу до Говерли й Чорногори, від Лютянської Голиці, Полонини Руної до Полонини Красної, від Скалки і Плішки біля Ужгорода до вершин Вігорлат-Гутинського хребта над Хустом, де б не зробив світлину Степан Мишанич. Фото Степана Мишанича зберігаються в електронному вигляді у його домашньому архіві.

## Твори
В Україні та зарубіжжі Степана Мишанича знають як одного з найвизначніших сучасних фольклористів. Його перу належить сім видрукуваних поважних монографій, десять збірників усної народної творчості, біля двохсот статей з фольклористики і літературознавства*. Найважливіші з окремих видань:
- Пісні Поділля. — К.: Наукова думка, 1976. — 327 с.
- Пісенна культура радянського села [Погребище Вінницької області]. — К.: Наукова думка, 1977. — 208 с.
- Українські народні пісні в записах Софії Тобілевич — К.: Наукова думка, 1982. — 423 с.
- Народні оповідання. — К.: Наукова думка, 1983. — 503 с.
- Усні народні оповідання: питання поетики. — К.: Наукова думка, 1986. — 327 с.
- Народні думи: збірник — К.: Дніпро, 1986. — 173 с.
- Фольклористичні та літературознавчі праці. — Т. I. Загальнометодологічні аспекти. Поетика фольклорних жанрів. Порівняльні студії. — Донецьк: Донецький національний університет, 2003. — 558 с.
- Фольклористичні та літературознавчі праці. — Т. II. Літературознавчі студії. Народні месники України у фольклорі. Талановиті носії і творці фольклору: до проблеми еволюції фольклорної традиції. З історії української фольклористики. Науково-популярні статті. — Донецьк: Донецький національний університет, 2003. — 470 с.